# Ястреб-перепелятник
Я́стреб-перепеля́тник (также -воробьятник), или малый ястреб (лат. Accipiter nisus) — вид хищных птиц из семейства ястребиных (Accipitridae). Самки ястреба-перепелятника почти вдвое крупнее самцов. Этот вид обитает преимущественно в лесных местностях и распространён почти по всей Евразии. Их добычей являются птицы малой и средней величины. Вследствие применения пестицидов, в середине XX века численность ястребов-перепелятников достигла исторического минимума, однако с тех пор его популяции вновь выросли.

## Описание
Ястреб-перепелятник — это маленькая хищная птица с короткими и широкими крыльями, а также с длинным хвостом, что помогает ему маневрировать среди деревьев. Самки могут быть длиннее самцов на 25 % — половой диморфизм у хищных птиц, когда самка крупнее самца, частое явление.
Взрослый самец достигает 29—34 см в длину и 59—64 см размахе крыльев. Оба партнёра тёмно-серого цвета, но некоторые приобретают голубоватый оттенок. Нижняя часть имеет бледно-серые полоски и красноватый оттенок, смотря со стороны на расстоянии птица имеет рыжий цвет. Радужная оболочка ястреба-перепелятника оранжево-жёлтая или красновато-оранжевая. Самка же намного больше самца. Она вырастает до 35—41 см и в размахе 67—80 см, а весом в 186—345 грамм. Она имеет тёмно-коричневую или серовато-коричневую верхнюю сторону и красно-коричневую нижнюю сторону, а также светло-жёлтые глаза.
Обычно молчаливая птица вне сезона размножения. Основной крик — пронзительное кудахтанье «kek-hek-kek-kek…» или «kokekekekek…», различающееся по скорости и громкости в зависимости от ситуации: медленнее в контакте между членами пары, быстрее в угрозе нарушителю территории, человеку или другому хищнику. Более мягкое «kewkew-kew-hew…» используется, когда приносят добычу к гнезду и при ухаживании.

## Систематика
Выделяют 7 подвидов:
- A. n. nisus (Linnaeus, 1758) — распространён в Европе и от Запада Азии до Сибири и Ирана. На зиму северная популяция движется на юг к Средиземноморью, северо-востоку Африки, Саудовской Аравии и Пакистану.
- A. n. nisosimilis (Tickell, 1833). Встречается от центральной и восточной части Сибири до Камчатки и Японии, а также с юга до севера Китая. Мигрируют все птицы, с Пакистан
- A. n. demenjevi Stepanyan, 1958 Обитает в горах Памир и Тяньшань.
- A. n. melaschistos Hume, 1869. Встречается с гор Афганистана до Гималаев и с юга Тибета до Западного Китая.
- A. n. wolterstorffi Kleinschmidt, 1901. Обитает на Сардинии и Корсике. Размеры меньше, темнее верхняя часть и на нижней стороне больше полос[7]
- A. n. granti Sharpe, 1890 — Канарские острова и Мадейра.
- A. n. punicus Erlanger, 1897. Обитатель северо-запада Африки и севера Сахары[11]. Намного мельче номинативного подвида A. n. nisus[7]

## Место обитания и распространение
Широко распространён в умеренных и субтропических зонах Старого Света. Птицы из холодных регионов Европы и мигрирующие на юг или юго-восток в Азию зимовать, а некоторые летят на север Африки. Живёт в различных лесных местностях, но вглубь леса не залетает, чаще возле открытых мест.
В некоторых местностях перепелятников используют в качестве ловчих птиц.

## Размножение
Сезон размножения продолжается с апреля до конца августа в зависимости от региона. Птицы каждый сезон сооружают новое гнездо, которое представляет собой рыхлую структуру из сучьев (преимущественно лиственницы и берёзы), выстланную внутри корой, гнилой древесиной, мелкими сучьями, редко зелёными ветками. Гнездо размером 30—80 см в поперечнике и глубиной 8—30 см, размещается на высоте 6—15 (до 35 м) метров от земли у ствола дерева, в развилке или на горизонтальной ветке хвойного дерева, но часто на дубе, берёзе или другом лиственном дереве, иногда в кустарнике. В кладке 4—6 (редко три или семь) беловатых яиц с бурыми или ржавыми пятнами разной величины. Насиживает только самка в течение 33—35 дней. В первые дни насиживания самец кормит самку, в последующем самка иногда покидает гнездо для добычи пищи. Птенцы оперяются через 24—30 дней, а становятся независимыми от родителей ещё через 20—30 дней.